# Martina Landl
Martina Landl (* in Linz) ist eine österreichische Sängerin (Sopran) und Gesangspädagogin.

## Leben
Nach der Musikhauptschule Harbach begann Landl ihre Gesangsausbildung im Musikgymnasium und setzte sie am Brucknerkonservatorium fort, wo sie ihr Studium 1997 mit Auszeichnung abschloss. Sie ergänzte ihre Ausbildung durch Studien in Lied und Oratorium bei Thomas Kerbl und an der Opernschule.
Anschließend studierte sie am Mozarteum in Salzburg und beendete das Studium 1999 mit der Sponsion zur Mag.art. Es folgten Meisterkurse bei Kurt Equiluz, Gundula Janowitz, Emma Kirkby und Kurt Widmer.
Martina Landl ist oftmals als Referentin und Stimmbildnerin bei Chorseminaren tätig. An der Musikschule der Stadt Linz ist sie seit 2001 Sologesangspädagogin und wirkte als Mitglied des Extra-Chores am Landestheater Linz an mehreren Opernproduktionen mit. Als Solistin tritt sie bei Konzerten und im Bereich der Kirchenmusik auf. So war sie etwa in der Kirche der Barmherzigen Brüder Linz in mehr als 90 Messen vorwiegend barocker Komponisten unter der Leitung von Wolfgang Fürlinger zu hören.
2017 veröffentlichte sie ihre erste Solo-CD mit ausgewählten Liedern und Arien und 2018 sang sie die Partie der Maria von Magdala in der Welturaufführung des Osteroratoriums von Michael Stenov.
Martina Landl ist verheiratet, lebt in Linz und hat drei Töchter.

## Repertoire
Das Repertoire von Landl umfasst Werke aus den Bereichen Lied, Oratorium und Oper von Komponisten wie Bach, Britten, Haydn, Mozart oder Weber.